# كمال إمام

كمال إمام

كمال إمام (بالإنجليزية: Kamal Emam) ممثل مصري ظهر في الخمسينيات  وأدى أدوارا ثانوية واشتهر بأناقته في كل أدواره، وكانت سنوات نشاطه الفني 13 سنة من 1952 إلى 1965، حيث قدم 18 فيلم سينمائي.

## قائمة أفلامه
| - حياتي إنت: 1952 - قدم الخير: 1952 - إديني عقلك: 1952 - قلبي على ولدي: 1953 - الحموات الفاتنات: 1953 - حب في الظلام: 1953 | - يا ظالمني: 1954 - المال والبنون: 1954 - فالح ومحتاس: 1954 - صراع مع الحياة: 1957 - حملة أبرهة على بيت الله الحرام: 1957 - كهرمان: 1958 - ادهم | - سلطان: 1958 - دعاء الكروان: 1959 - حياة إمرأة: 1959 - أمير الدهاء: 1964 - العقل والمال: 1965 - الحرام: 1965 |

## وصلات خارجية
- كمال إمام على موقع IMDb (الإنجليزية)
- كمال إمام على موقع الدهليز
- كمال إمام على موقع قاعدة بيانات الأفلام العربية
- كمال إمام على موقع الدهليز
- كمال إمام على موقع كاروهات